# 659 v.Chr.
Het jaar 659 v.Chr. is een jaartal volgens de christelijke jaartelling.

## Gebeurtenissen

### Italië
- Koning Tullus Hostilius van Rome onderwerpt de stad Alba Longa in Latium.